# Universalis Foederatio Praesepistica
Die Universalis Foederatio Praesepistica, auch bekannt unter UN.FOE.PRAE., ist ein internationaler Dachverband, der sich dem Krippenkunsthandwerk widmet. Gegründet wurde sie im Jahr 1952 in Barcelona von den nationalen Verbänden aus Deutschland, Österreich und Spanien, sowie dem neu entstehenden italienischen Verband, der im folgenden Jahr als „Associazione italiana amici del presepio“ gegründet wurde.
Der Verband hat seinen Sitz in der Via Tor de’ Conti Nr. 31/A in Rom und ist eng mit der italienischen Vereinigung verbunden.
Die Hauptziele der Vereinigung sind die Bewahrung der lebendigen Tradition der Krippe in ihrer kulturellen Vielfalt und im christlichen Kontext sowie die Förderung ihrer Praxis. Ein weiteres Ziel besteht darin, durch die Krippe die Bedeutung von Jesus Christus zu vermitteln.
Die Organisation von Aktivitäten wie Krippenbaukursen, Ausstellungen, Märkten, Wettbewerben und die Dokumentationssammlung obliegt in voller Autonomie den einzelnen nationalen, regionalen und lokalen Vereinigungen.

## Internationale Kongresse
Seit 1952 gibt es den weltweiten Kongress, der alle vier Jahre in verschiedenen Ländern stattfindet. Dabei treffen sich Menschen aus der ganzen Welt, um die Krippenkunst der Gastgeberregion kennenzulernen, die vom Internationalen Rat UN-FOE-PRAE ausgewählt wird.
| Jahr | Ort             | Land        | Bemerkung                     |
| ---- | --------------- | ----------- | ----------------------------- |
| 1952 | Barcelona       | Spanien     | Gründung der UN.FOE.PRAE      |
| 1954 | Rom             | Italien     |                               |
| 1957 | Barcelona       | Spanien     |                               |
| 1961 | München         | Deutschland |                               |
| 1964 | Salzburg        | Österreich  |                               |
| 1967 | Madrid          | Spanien     |                               |
| 1970 | Neapel          | Italien     |                               |
| 1974 | Innsbruck       | Österreich  |                               |
| 1975 | San Sebastian   | Spanien     |                               |
| 1979 | Nürnberg        | Deutschland |                               |
| 1982 | Nizza           | Frankreich  |                               |
| 1985 | Innsbruck       | Österreich  |                               |
| 1988 | Genua / Rapallo | Italien     |                               |
| 1992 | Madrid          | Spanien     |                               |
| 1996 | Köln            | Deutschland |                               |
| 2000 | Pamplona        | Spanien     |                               |
| 2002 | Barcelona       | Spanien     | 50-jähriges Gründungsjubiläum |
| 2004 | Hradec Králové  | Tschechien  |                               |
| 2008 | Augsburg        | Deutschland |                               |
| 2012 | Innsbruck       | Österreich  |                               |
| 2016 | Bergamo         | Italien     |                               |
| 2020 | Aachen          | Deutschland |                               |
| 2023 | Sevilla         | Spanien     |                               |

## Mitglieder der UN.FOE.PRAE
- Asociación Belenista de Gipúzkoa (Spanien)[2]
- Associació de Pessebristes de Barcelona (Spanien)[3]
- Association Belge des Amis de la Crèche (Belgien)[4]
- Association Française des Amis de la Crèche (Frankreich)
- Associazione Italiana Amici del Presepio (Italien)[5]
- Ceské Sdružení Přátel Betlému (Tschechien)[6]
- Corporación El Taller del Pesebre de Antioquia (Kolumbien)[7]
- Društvo Ljubiteljev Jaslic Slovenije (Slowenien)[8]
- Federació Catalana de Pessebristes (Spanien)[9]
- Federación Española de Belenistas (Spanien)[10]
- Friends of the Creche (USA)[11]
- Ghaqda Hbieb Tal-Presepju Ghawdex-Malta 1985 Association of Friends of the Crib Gozo-Malta (Malta)
- Hermandad del Santo Pesebre (Argentinien)[12]
- Istituto Cultural e Presepista Ilha de Santa Catarina (Brasilien)
- Landesgemeinschaft der Krippenfreunde in Rheinland und Westfalen (Deutschland)[13]
- Schweizerische Vereinigung der Krippenfreunde (Schweiz)[14]
- Verband Bayerischer Krippenfreunde (Deutschland)[15]
- Verband der Krippenfreunde Österreichs (Österreich)[16]
- Verein der Krippenfreunde Liechtensteins (Liechtenstein)[17]
- Verein der Krippenfreunde Südtirols EO (Italien)[18]
- Vereniging  „Vrienden van de Kerstgroep“ Nederland (Niederlande)[19]